# Tucumcari, Novi Meksiko
Tucumcari je grad u okrugu Quayu u američkoj saveznoj državi Novom Meksiku. Prema popisu stanovništva SAD 2010. ovdje je živjelo 5 363 stanovnika. Okružno je sjedište. Tucumcari je osnovan 1901., dvije godine prije nego što je osnovan okrug Quay.

## Povijest
1901. godine željeznička pruga Chicago, Rock Island i Pacific postavila je građevinski logor na zapadu današnjeg okruga Quaya. Prvo ime logora bio je Ragtown. Uskoro je promijenio ime u Six Shooter Siding zbog brojnih obračuna vatrenim oružjem. Prvo službeno ime bilo je Douglas i vrlo je kratko bilo u uporabi. Poslije je preraslo u stalno naselje. Promijenilo je ime u Tucumcari 1908. godine, prema plosnatoj gori Tucumcari, koja se nalazi tik izvan naselja. Nije poznato po čemu je gora dobila ime. Mogućnost je da je dobila ime od komančske riječi "tukamukaru", koja znači ležati i čekati kad će netko prići. Pogrebni zapis iz 1777. spominje ženu i dijete iz plemena KOmanča koji su zarobljeni u bitci kod Cuchuncari. Smatra se da je to starija inačica imena Tucumcari.
Prosinca 1951. urušio se vodotoranj u gradu. Posljedica je bila četvero mrtvih i brojne srušene zgrade.

## Zemljopis
Nalazi se na 33°15′19″N 103°18′58″W / 33.25528°N 103.31611°W (33.255401, -103.316143). Prema Uredu SAD-a za popis stanovništva, zauzima 19,6 km2 površine, od čega 19,5 suhozemne.

## Stanovništvo
Prema podatcima popisa 2010. u Tucumcariju je bilo 5 363 stanovnika, 2 410 kućanstava od čega 1 388 obiteljskih, a stanovništvo po rasi bili su 81,4% bijelci, 1,7% "crnci ili afroamerikanci", 1,2% "američki Indijanci i aljaskanski domorodci", 1,2% Azijci, 0,1% havajskih domorodaca, 10,2% ostalih rasa, 4,2% dviju ili više rasa. Hispanoamerikanaca i Latinoamerikanaca svih rasa bilo je 57,4%.

## Znamenitosti
- motel Blue Swallow, motel na popisu Nacionalnom popisu povijesnih mjesta SAD. Nalazi se na povijesnoj autocesti Route 66.
- Tucumcari, ravna gora (mesa)

## Vanjske poveznice
- Tucumcari
- Trgovinska komora